# Hypopta racana
Espèce
Hypopta racana est une espèce de lépidoptères (papillons) de la famille des Cossidae.

## Description
L'holotype de Hypopta racana, un mâle, mesure 28 mm.

## Taxonomie
Le nom valide complet (avec auteur) de ce taxon est Hypopta racana Dognin, 1920,.

### Publication originale
- Dognin, Hétérocères nouveaux de l'Amérique du Sud, t. 18, Rennes, Oberthur, mai 1920, 13 p. (lire en ligne), p. 10.